# 海恩斯蘭丁 (密蘇里州)
海恩斯蘭丁（英語：Hines Landing）是位於美國密蘇里州開普吉拉多縣的非建制地區。

## 地理
海恩斯蘭丁所處的海拔為高於海平面111米（即364英呎），而該地所採用的時區為UTC-6，即北美中部時區（CST）。同時該地設有夏令時間，為UTC-6調快一小時，即UTC-5（CDT）。